# Копылы (Котельничский район)
Копылы — деревня в Котельничском районе Кировской области в Покровском сельском поселении.
Расположена примерно в 7 верстах к северо-востоку от села Покровское.
Население по переписи 2010 года составляло 67 человек.